# نیکولایفکا (شهرستان فیودوروفسکی، باشقیرستان)
نیکولایفکا (انگلیسی: Nikolayevka, Fyodorovsky District, Republic of Bashkortostan) یک شهرک در شهرستان فیودوروفسکی استان باشقیرستان کشور روسیه است.